# Фокин, Юрий (легкоатлет)
Ю́рий Фо́кин (род. 1937) — советский легкоатлет, специалист по бегу на короткие дистанции. Выступал на всесоюзном уровне в 1950-х и 1960-х годах, трёхкратный серебряный призёр чемпионатов СССР, обладатель серебряной медали Спартакиады народов СССР, победитель первенств всесоюзного и республиканского значения.

## Биография
Юрий Фокин родился в 1937 году. Занимался лёгкой атлетикой во Львове, в разное время выступал за Украинскую ССР, спортивные общества «Динамо» и «Авангард», Вооружённые силы, в частности ГСВГ.
Первого серьёзного успеха на всесоюзном уровне добился в сезоне 1959 года, когда на чемпионате страны в рамках II летней Спартакиады народов СССР в Москве с украинской командой выиграл серебряную медаль в зачёте эстафеты 4 × 400 метров, уступив лишь команде из Ленинграда.
В августе 1960 года на соревнованиях в Луганске превзошёл всех соперников в беге на 400 метров с барьерами, с результатом 53,8 по итогам сезона вошёл в число 25 лучших легкоатлетов СССР в данной дисциплине.
В 1962 году на чемпионате СССР по эстафетному бегу в Ташкенте в составе сборной «Авангарда» вновь стал серебряным призёром в эстафете 4 × 400 метров, на сей раз пропустив вперёд команду Вооружённых сил.
В 1966 году на соревнованиях в Потсдаме одержал победу в дисциплинах 100 и 400 метров, показав результаты 10,5 и 48,0 соответственно. Позднее на чемпионате СССР по эстафетному бегу в Ленинакане с армейской командой завоевал ещё одну серебряную награду в программе эстафеты 4 × 400 метров.